# СУ-76и
СУ-76И — средняя по массе советская самоходно-артиллерийская установка (САУ) класса штурмовых орудий на базе захваченных Красной Армией немецких танков Pz Kpfw III и САУ StuG III. Индекс «И» в обозначении СУ-76И обозначает иностранную базу для самоходки. На самом деле, САУ была принята на вооружение под обозначением «СУ С-1». В послевоенной печати встречается также обозначение «СУ-76 (С-1)». Машины этой марки серийно выпускались на московском заводе № 37 с марта 1943 года. В отличие от ранее изготовленных самоходных гаубиц рубка в новой САУ получила наклонные борта, что повышало их снарядостойкость.

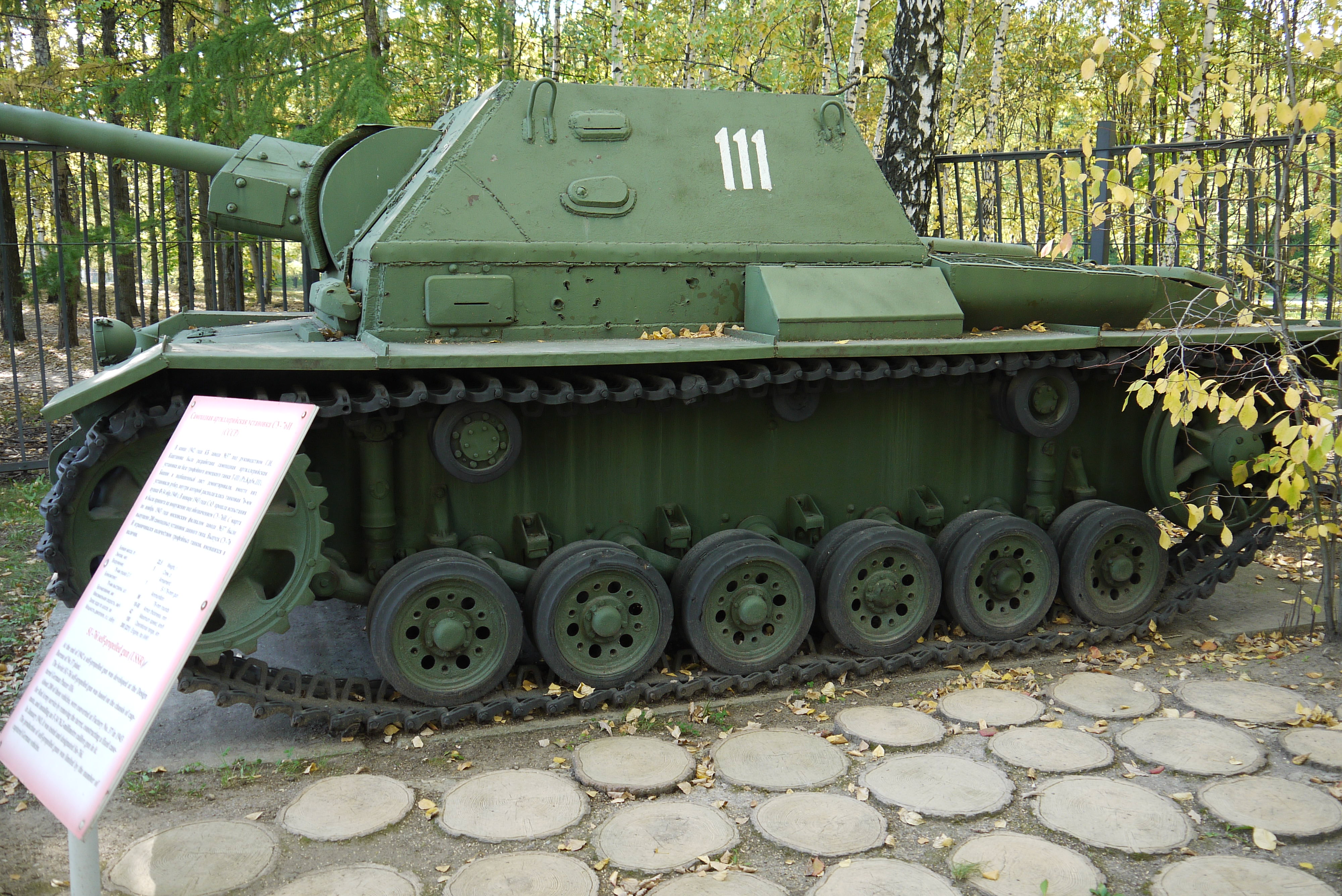
СУ-76И, вид с левого борта.

## История
В большинстве публикаций, касающихся СУ-76и, говорится о том, что причиной их появления стали массовые аварии трансмиссии принятых на вооружение СУ-76 (СУ-12) с параллельной установкой двух спаренных двигателей, работавших на общий вал. И в качестве временной меры, впредь до отработки СУ-76 в производство запустили СУ-76И, но как следует из документов, обстояло не так, и появление СУ-76И напрямую связано с СГ-122.
Еще в процессе производства СГ-122 выяснилось, что самоходка, особенно ее передняя часть перетяжелена. Из-за этого передние опорные катки часто выходили из строя (база самоходок была не новой, а ремонтной). После появления постановления ГКО о прекращении производства СГ-122 на заводе №40, ГБТУ предложило использовать задел трофейных шасси, сначала предназначенных для установки гаубиц М-30, использовать в качестве базы для самоходки с 76-мм пушкой. Уже 18 января 1943 года подписано постановление ГКО №2758сс «Об организации на заводе №37 производства самоходных артиллерийских установок СУ-76 на базе трофейных танков «Артштурм» и Т-3  с 76-мм пушкой Ф-34». Спустя два дня в развитие этого документа появился приказ наркома танковой промышленности И. Зальцмана №44, в котором: 

«Директору завода № 37 т. Зеликсон:
а). Организовать производство самоходных артиллерийских установок СУ-76 с выпуском их: март — 15 шт., апрель — 35 шт., май — самоходки СУ-76И, 40 шт., июнь — 45 шт.
б) С 1 марта 1943 года прекратить ремонт с открытым танков Т-60 и Т-70, передав их ремонт РЭУ ГБТУ КА.
Софринский Директору завода №37 и начальнику от главного конструктора НКТП т. Гинзбургу:
а). Закончить конструктивную разработку СУ-76 к 25 января 1943 года.
б). Изготовить опытный образец СУ-76 к 15 февраля 1943 года.
в). Испытать опытный образец к 25 февраля 1943 года.
Главному технологу НКТП т. Гуревич выделить необходимое станочное оборудование.
Директору завода № 40 т. Мартиросову:
а). Прекратить с 1 февраля 1943 года производство самоходных установок СГ-122.
б). Передать заводу № 37 имеющиеся в наличии трофейные танки, в том числе 35 отремонтированных с рембазы № 82 и все пригодные для использования на СУ-76 заделы, отгрузив заводу № 37 все указанное имущество не позднее 10 февраля 1943 года.
Укомплектовать КБ завода №37 необходимыми кадрами ИТР и вспомогательного персонала в количестве не менее 25 человек.
НКВ т. Устинову командировать на завод № 37 группу конструкторов ЦАКБ НКВ для проектирования установки пушки Ф-34.
НКО т. Федоренко обеспечить завод № 37 ремонтным фондом трофейных танков «Артштурм» и Т-3 в следующих количествах: март — 20 шт., апрель — 40 шт., май — 60 шт., июнь — 60 шт.
К 1 апреля 1943 года направить дополнительно на завод № 37 850 рабочих».

Как видно из документа, о замене СУ-12 самоходками на трофейных шасси речи не идет. Более того, к проектированию новой машины привлекается конструктор С. Гинзбург, которого позже (в апреле 1943 года) сняли с должности и отстранили от работы именно за массовые поломки СУ-12 (СУ-76) с параллельной установкой двигателей. Еще за день до появления этого приказа — 19 января 1943 года — председатель арткома ГАУ КА генерал-лейтенант Хохлов сообщил заместителю начальника ГБТУ КА Коробкову, что начальник ГАУ КА Н. Яковлев утвердил тактико-технические требования на разработку 76-мм штурмовой самоходной пушки СУ-76 на шасси трофейных самоходных установок «Артштурм» и танков Т-3».
В них говорилось, что «76-мм штурмовая самоходная пушка предназначена в качестве орудия сопровождения мотомехчастей и пехоты для борьбы с огневыми точками, танками и живой силой противника, как прямой наводке, так и с закрытых позиций». Для изготовления такой машины с экипажем из четырех человек предполагалось использовать штатную качающуюся часть 76-мм танковой пушки Ф-34 и шасси немецкого трофейного танка Т-3 (Pz  III) или самоходки «Артштурм» (StuG III).
Первоначально планировалось установить в боевом отделении САУ 76,2-мм пушку ЗИС-3Ш (Ш — штурмовая), именно эта модификация пушки ЗИС-3 устанавливалась на серийные САУ СУ-76 и СУ-76М на станке, укреплённом к полу, но такая установка не обеспечивала надежной защиты орудийной амбразуры от пуль и осколков, так как при подъеме и повороте орудия в щите образовывались щели. Эта проблема решена установкой вместо 76-мм дивизионной пушки специального самоходного 76,2-мм орудия С-1. Это орудие спроектировано на базе конструкции танковой пушки Ф-34, которым оснащались танки Т-34, и было очень дешёвым. Оно разрабатывалось для легких опытных САУ завода ГАЗ. От Ф-34 новая пушка отличалась наличием карданной рамки, позволявшей устанавливать его непосредственно в лобовой лист корпуса и освобождавшей полезный объём в боевом отделении.
Самоходная установка СУ-76И изготавливалась на базе танка Pz  III (со снятой башней и подбашенным листом) или штурмового орудия StuG III с демонтированной рубкой. Вместо них сверху устанавливалась рубка в форме усеченной пирамиды, сваренная из бронелистов толщиной 25-35 мм. Вооружение машины из 76-мм танковой пушки Ф-34, имевшей в варианте для вооружения самоходки индекс С-1. От танкового варианта она отличалась наличием карданной рамки, позволявшей устанавливать орудие в лобовом листе рубки. В этой пушке использовался поворотный механизм от 122-мм гаубицы М-30. Снаружи установка пушки закрывалась литой бронемаской. 
Боекомплект СУ-76И состоял из 98 выстрелов, уложенных в укладки у задней части правого и левого бортов боевого отделения. Экипаж машины состоял из четырех человек — механика-водителя, командира (справа от пушки), наводчика (слева от пушки) и заряжающего (в задней части боевого отделения). Для посадки экипажа имелось два люка слева в крыше над наводчиком и в кормовом листе рубки. Самоходка оснащалась радиостанцией 9-р и танковым переговорным устройством ТПУ-3.
Производство СУ-76И на заводе № 37 (г. Москва) в 1943 году (по данным Военной приемки) 
| 3  | 4    | 5  | 6  | 7  | 8  | 9  | 10 | 11 | Всего |
| -- | ---- | -- | -- | -- | -- | -- | -- | -- | ----- |
| 1* | 15** | 25 | 20 | 26 | 26 | 26 | 31 | 31 | 201   |

*Переделан из прототипа СГ-122
**6 из них были переделаны из СГ-122
В последующем еще 11 машин были переделаны из СГ-122
Серийные номера 3001 — 3201.
Для их вооружения было изготовлено 222 орудия Ф-34 (1942 — 110, 1943 — 112)
Производство СУ-76и было окончательно остановлено в конце ноября 1943 года в пользу СУ-76М, которая уже избавилась к тому времени от своих основных недостатков. Решение о прекращении производства СУ-76И было связано, главным образом, с увеличением выпуска отечественных СУ-76М, обеспечивающим потребности фронта.

### Боевое применение
Первые 25 СУ-76И  поступили в Московский центр самоходной артиллерии в конце мая 1943 года. Здесь сразу же началась подготовка экипажей на новые машины, что оказалось непростым. Так, 26 июня 1943 года генерал-лейтенант Вершинин направил начальнику управления формирования и боевой подготовки бронетанковых и механизированных войск Красной Армии генерал-лейтенанту Волоху следующий документ:
«Выпуск самоходных установок СУ-76И на трофейном танке Т-3 возрастает ежемесячно. В течение 3-го квартала будет дана матчасть на шесть полков. Между тем, подготовка водительского состава для этих машин не организована и носит случайный характер, что привело к задержке сдачи готовых СУ-76И в артцентре. Прошу дать указания об организации подготовки водителей для СУ-76И, так как плохо подготовленные водители для машины Т-3, сложной в эксплуатации, быстро выведут ее из строя».
Кстати, заводской гарантийный срок работы СУ-76И 1000 километров, что при скорости 15 км/ч 70 моточасов. Проблемы с подготовкой экипажей на СУ-76И усугублялись и отсутствием учебных пособий, о чем 24 сентября 1943 года начальник УСА Алымов сообщал начальнику управления военного издательства наркомата обороны: «В качестве пособия войскам для изучения СУ-76И высылается «Краткое руководство по использованию трофейного немецкого танка Т-3», изданное в начале 1943 года. В настоящее время этих руководств нет, так как запас их исчерпан. Сданное же в печать «Руководство службы по самоходной артустановке СУ-76И» еще не вышло. Прошу ускорить его выпуск или срочно допечатать руководство по Т-3». Руководство на СУ-76И издано только в начале 1944 года.
Самоходки СУ-76И в боях на Курской дуге не участвовали. А первой частью, вступивший в бой на них, видимо стал 1902-й самоходно-артиллерийский полк. Его комплектование началось на основании приказа наркома обороны №ОРГ/3/2134, которым командованию Воронежского фронта предписывалось сформировать самоходно-артиллерийский полк номер 1902. Этим поручили заниматься гвардии подполковнику Грдзелишвили (он же назначен командиром полка), общее руководство велось командующим бронетанковыми и механизированными войсками Воронежского фронта генерал-лейтенантом Штевневым.
4 июля 1943 года командир полка выехал в Москву, на завод № 37 за получением 15 самоходных установок СУ-76И. 13 июля СУ-76И погрузили на платформы на станции Белокаменка, и через восемь дней они прибыли в Новый Оскол. Здесь самоходки закрепили за экипажами 1902-го самоходно-артиллерийского полка и сформировали три батареи (по пять СУ-76И), которые 28 июля перебросили на станцию Обоянь и включили в состав 5-й гвардейской армии. Однако из-за недоукомплектованности самоходками согласно новому штату, автотранспортом (например, первоначально составляло 10% штатной численности) полк еще две недели находился на формировании, получив за это время, помимо прочего имущества, пять СУ-122 (на базе Т-34). И только 13 августа он выдвинулся к линии фронта, сосредоточившись в селе Лозовое. Здесь полк придали 13-й гвардейской стрелковой дивизии 32-го гвардейского стрелкового корпуса с задачей: поддержать атаку пехоты на укрепленную высоту 202,4, господствующую над местностью.
В 12.00 14 августа три СУ-122 1902-го полка огнем поддерживали части дивизии, в результате чего высота была взята. Но ночью, подтянув 6-8 танков и до батальона пехоты, немцы выбили с высоты наши части. В 12.00 15 августа 1943 года, после короткой артподготовки, стрелковый полк 13-й гвардейской дивизии при поддержке девяти самоходок (три СУ-122, шесть СУ-76И) атаковали высоту и после двухчасового боя вновь взяли ее. При этом отмечалось, что «личный состав 1902-го САП с поставленной задачей справился отлично, за что от командира корпуса получил благодарность». В этом бою самоходчики уничтожили один танк, два орудия, до взвода пехоты и подавили батарею 75-мм орудий. Свои потери составили одна подбитая СУ-76И, командир которой был ранен.
На следующий день полк передали в оперативное подчинение Степного фронта и, получив 17 августа на станции Мерлово пять СУ-122 и одну СУ-76И, стал выдвигаться на Максимовку, ведя бои с арьергардами противника. 20 августа самоходки поддерживали атаки 66-й стрелковой дивизии в районе Кадница. Немцы оказывали яростное сопротивление, часто переходя в контратаки — прорыв этого рубежа позволял нашим частям перерезать железную дорогу Полтава-Харьков. К вечеру противник начал отход на Александровку (35 километров западнее Максимовки), преследование и бои с его арьергардами шли весь следующий день.
2 сентября 1943 года 1902-й САП, совместно с 57-м тяжелым танковым полком, участвовали в отвлекающем ударе, наносимом частями 66-й стрелковой дивизии в районе совхоза Кирасирский. В результате немцев выбили из Марьино, а своим огнем самоходки уничтожили один танк, два орудия, девять пулеметов и до 100 человек пехоты. Артиллерией противника была подбита одна СУ-76И, убито два и ранено два человека.
Утром 9 сентября 1943 года одна СУ-122 и восемь СУ-76И, приданные 9-й стрелковой дивизии 5-й гвардейской армии, участвовали в бою за высоту 200,4 (в районе Марьино). Однако заняв высоту самоходки попали под сильный огонь противника со стороны хутора Журавли, и перешли к обороне. На следующий день две СУ-76И, проводивших разведку в направлении Журавли, нарвались на немецкую артиллерию, в результате чего одна машина сгорела от прямого попадания снаряда.
11 сентября шесть СУ-76И с пехотой 9-й стрелковой дивизии перерезали железную дорогу Полтава-Харьков, и, закрепившись у деревни Высокополье, отбили все атаки противника. При этом две машины подорвались на минах, но были восстановлены силами экипажей. В ночь с 17 на 18 сентября в ходе артиллерийской дуэли с немецкими танками у Синькова балка огнем СУ-76И был уничтожен танк Pz.Kpfw.III.
20 сентября 1902-й полк, приданный 13-й стрелковой дивизии, получил задачу: выдвинуться вперед и занять переправу через реку Ворскла, тем самым отрезав пути отхода противнику на Полтаву. В ночь на 21 сентября самоходчики, имея одну СУ-122 и пять СУ-76И, двинулись в ночной рейд, и после скоротечного боя захватили переправу и удерживали ее до подхода основных сил. При этом была потеряна одна СУ-76И (сгорела). Ответным огнем самоходки подбили и уничтожили три немецких танка.
В последующее дни полк, преследуя отходящего противника, форсировал Ворсклу, перерезал шоссе Диканька-Полтава (в 12 километрах от города) и к вечеру 26 сентября занял село Мануселия в 20 километрах от Кременчуга.
После приведения в порядок, в ночь на 29 сентября 1943 года 1902-й полк с 13-й стрелковой дивизией атаковали город с севера. Ворвавшись в Кременчуг первыми, самоходки «огнем и гусеницами поддерживали наступление своей пехоты, громя оставшиеся огневые точки и живую силу противника». К вечеру того же дня Кременчуг освобожден, немецкие части отошли на правый берег Днепра. В тот же день приказом Верховного Главнокомандующего Сталина 1902-й самоходно-артиллерийский полк, вместе с другими частями, отличившимися при взятии города, получил почетное наименование Кременчугский.
После форсирования Днепра в октябре 1943 года 1902-й полк участвовал в боях за Вовкивку и Пятихатку, после чего был выведен в резерв. 25 ноября он убыл на переформирование в Москву, передав все оставшиеся машины на СПАМ. Впоследствии эта часть получила самоходные установки СУ-76М. Однако вопреки мнению многих авторов, большая часть СУ-76И поступила на вооружение не самоходно-артиллерийских полков, а танковых полков  мехбригад 7-го механизированного корпуса (10—11 августа по 35 машин получили 58-й и 84-й (63-я мбр) отп, в первой половине сентября 35 СУ-76И отгрузили в 177-й (64-я мбр) отп). 
В качестве предложений о приведении полков в боевую готовность рекомендовалось вернуть в свои роты из 991-го самоходно-артиллерийского полка помощников командиров рот по техчасти, отправить на завод №37 для повторного капремонта самоходки, отработавшие срок, заменив их другими СУ-76И и прислать заводские бригады для приведения машин в порядок д в полках. Также требовалось к 22 сентября привести в порядок отчетность, провести сборы и принять зачеты по знанию матчасти и ее эксплуатации у техсостава полка и экипажей машин.

12 и 14 сентября в расположение 7-го мехкорпуса выехали две бригады рабочих завода №37 с необходимыми для ремонта СУ-76И запчастями. 177-й полк самоходной артиллерии 64-й мехбригады не проверялся, так как он получил матчасть с завода №37 только 6 сентября 1943 года. Корпус убыл на Юго-Западный фронт в конце сентября 1943 года, участвовал в боях в Запорожье. Любопытное свидетельство о СУ-76И в документах противостоящих корпусу немецких частей. Так, 25 октября 1943 года штаб 1-й танковой армии вермахта направил в управление «Иностранные армии-Восток» армейской разведки «Абвер» донесение следующего содержания:
«В 177-м танковом полку 64-й механизированной бригады (она входила в состав 7-го механизированного корпуса Красной Армии) имеется четыре роты по 11 танков в каждой. Эти танки изготовлены на шасси немецкого танка Panzer III с двигателем Maybach. Новая рубка имеет толщину брони в лобовой части 3-4 см, на бортах — 1-1,5 см. Рубка открыта сверху. Орудие имеет углы горизонтальной наводки 15 градусов в каждую сторону и вертикальной наводки — плюс-минус 7 градусов». 
Заслуживает внимание упоминание об отсутствии крыши — скорее всего, немцы осматривали машины, у которых при детонации боекомплекта сорвало крышу рубки.
В 58-м полку самоходной артиллерии (командир подполковник Пряхин) ситуация оказалась несколько другой — эта часть начала формироваться еще в мае 1943 года, и в течение трех месяцев экипажи с машинами передавались несколько раз: сначала в 991-й самоходно-артиллерийский полк, затем в 229-й танковый, после этого в 177-й танковый и только 31 августа — в 58-й полк самоходной артиллерии. В результате перетасовок моторесурс самоходок почти полностью исчерпан. Кроме того, технический состав, который изначально готовился на СУ-76И (помощники командиров рот по техчасти), остался в 991-м самоходно-артиллерийском полку.
К 14 сентября из 35 СУ-76И 15 машин находились в ремонте, при этом у трех самоходок велась замена моторов. Остальные имели большое количество дефектов — стук распределительного механизма, износ цилиндров и поршней, выход из строя гидротормоза управления. В целом же отмечалось, что большинство машин требует повторного ремонта на заводе.

А с подготовкой механиков-водителей обстояло лучше. Только двое имели практику вождения 3-4 часа, трое — 10-15 часов, четверо — 15-30 часов, двое — 30-50 часов, шестнадцать — 50-75 часов и шестеро — 75-100 часов.
В выводах по осмотру полка:
«1. Техническое состояние и содержание машин 58-го полка самоходной артиллерии — плохое (материальная часть небоеспособна).
2.  Технический учет и отчетность — неудовлетворительные.
3.  Водители машин по вождению СУ-76И подготовлены удовлетворительно». 
В результате всего этого 58-й отп оказался в подчинении 2-й Гвардейской кавалерийской дивизии. Первые потери полк понес еще до вступления в боевые действия. 3 февраля 1944 года СУ-76И с серийным номером 3038 упала с моста через реку Случь в районе города Сарны. Утонул весь экипаж. Сама САУ после войны была поднята, ныне она стоит на постаменте в городе Сарны. Вторая САУ, с серийным номером 3312, упала в реку Горынь 9 февраля 1944 года.
Но самым массовым получателем СУ-76И стала 5-я Гвардейская танковая армия: к середине декабря 1943 года в ней имелось 90 установок (вероятнее всего армии были переданы оставшиеся СУ-76И из 1902-го сап). Однако к этому времени 40 машин вышло из строя по техническим причинам и 33 было безвозвратно потеряно в боях, одна из которых досталась немцам в исправном состоянии и эксплуатировалась в 23-й танковой дивизии.
Самоходные установки СУ-76И использовались в Действующей Армии до лета 1944 года, а в учебных частях — до конца войны. В музейной коллекции бронеединиц на полигоне в Кубинке действующий образец СУ-76И просуществовал довольно долго и списан только в 1968 году.

## Сохранившиеся экземпляры
В настоящее время сохранилось три экземпляра СУ-76и.
- Украина — на постаменте в городе Сарны (Ровенская область, Украина).
- Россия — в открытой экспозиции Музея на Поклонной горе (филиал ЦМВС, г. Москва). Был найден на одном из полигонов в начале 2000-х. Данный экземпляр полностью аутентичен, кроме маски орудия и восстановленного кормового листа.
- Россия — в открытой экспозиции музея «Боевая слава Урала» (г. Верхняя Пышма). Ходовая часть — от Pz III, разработана в конструкторском бюро Уральского завода транспортного машиностроения.